# Medalia Ceciliei Gonzaga

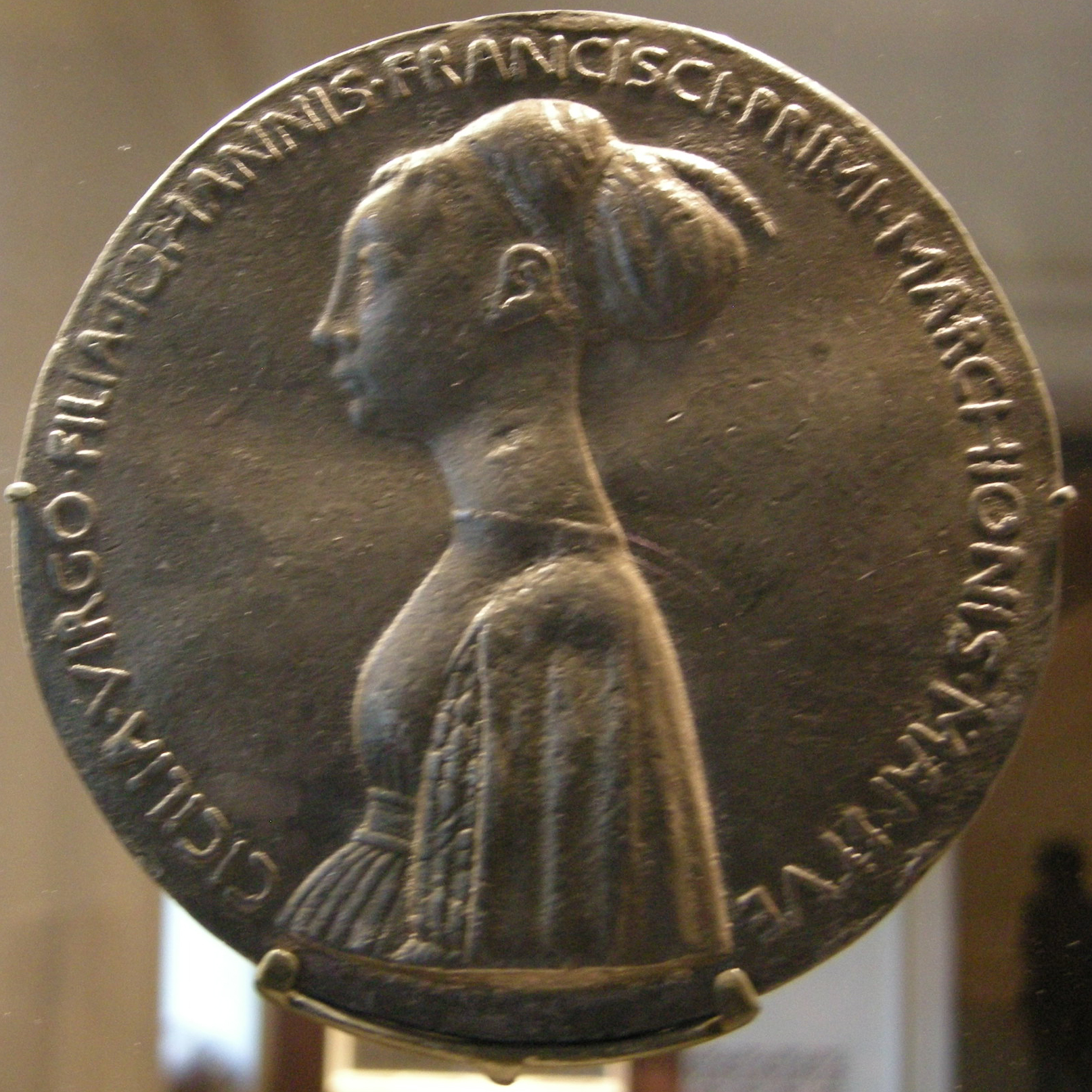
Medalia Ceciliei Gonzaga (avers): Efigia din profil a Ceciliei Gonzaga, spre stânga, o rochie elegantă, cu mâneci ample, părul strâns într-un coc, deasupra cefei; în sensul orar, inscripția în latină: CICILIA VIRGO FILIA IOHANNIS FRANCISCI PRIMI MARCHIONIS MANTVE (vd. Descriere)

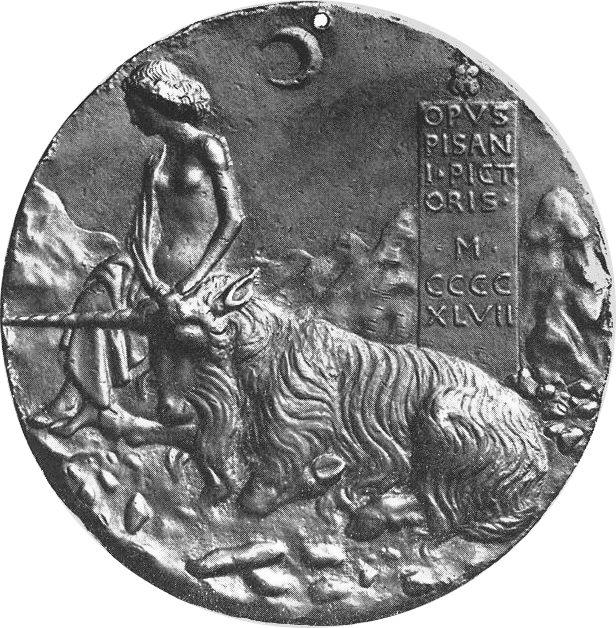
Medalia Ceciliei Gonzaga (revers): Inocența și Unicornul, în peisaj nocturn realizată de Pisanello, în anul 1447; OPVS PISAN I•PICT ORIS •M CCCC XLVII (vd. Descriere), National Gallery of Art

Medalia Ceciliei Gonzaga a fost realizată din bronz de artistul italian Pisanello, în anul 1447 și are diametrul de 8,7 cm.

## Istorie
După ce a creat celebra medalie a lui Ioan al VIII-lea Paleologul (1438), restabilind tradiția așezării unor efigii ale unor persoane în viață, ca și pe monedele romane, Pisanello a fost foarte solicitat de către curțile italiene, creând vreo douăzeci de medalii.
Din 1446, Pisanello a trăit la Mantova, unde a devenit pictor al curții și a creat unele medalii pentru familia Gonzaga și pentru cei mai înalți demnitari ai curții. Medalia Ceciliei Gonzaga este adesea considerată printre capodoperele lui Pisanello.

## Descriere
Lucrarea a fost creată cu intenția clară de celebrare, în mod cinstit fără retorică gratuită, fiind capabilă să sublinieze autoritatea persoanei reprezentate, cu o utilizare restrânsă a elementelor decorative.
Pe aversul medaliei se află efigia din profil a Ceciliei Gonzaga, întoarsă spre stânga, îmbrăcată într-o rochie elegantă, cu mâneci ample. Potrivit modei timpului, pieptănătura părului este înaltă pe frunte, cum se vede și la alte principese pictate de Pisanello. Deasupra cefei, părul este adunat cu măiestrie într-un coc elaborat. Circular, de-a lungul marginii medaliei, în sensul acelor ceasornicului, este gravată inscripția în limba latină: CICILIA VIRGO FILIA IOHANNIS FRANCISCI PRIMI MARCHIONIS MANTVE, în traducere în limba română, „Cecilia, fecioară, fiica lui Gianfrancesco prim marchiz al Mantovei”.
Pe reversul medaliei, într-un peisaj nocturn iluminat de lună, vedem o fată (o personificare a Inocenței) care, șezând pe o stâncă, mângâie în liniște capul unui unicorn / inorog (prezentat artistic ca și un țap cu un corn lung și drept ieșind din frunte) blând, ghemuit, în prim plan. Potrivit mitologiei greco-romane, unicornii puteau fi prinși doar de persoanele neprihănite, astfel, prezența acestuia în scenă este o referință evidentă la virtutea fetei. Cornul lunii, gravat în ultimul plan, se referă la Diana, zeița fecioară din mitologia romană. Pe dreapta, o stelă poartă inscripția latină: OPVS PISAN[ell]I PICTORIS, în română, „Operă a pictorului Pisan[ell]o” și data MCCCCXLVII (adică 1447).

## Galerie de imagini

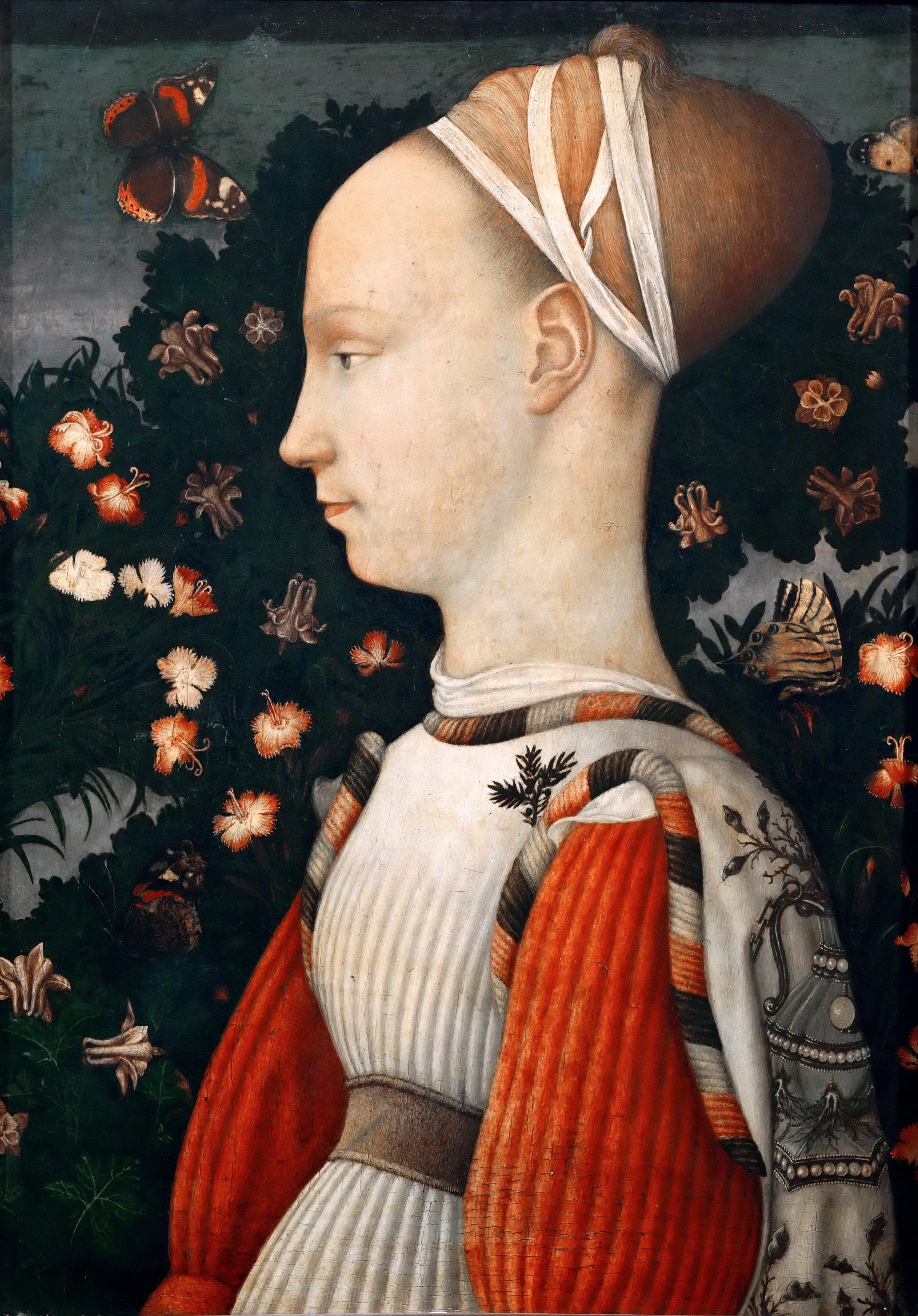
Pisanello, Portretul unei prințese d'Este, Muzeul Luvru, Paris. De comparat pieptănătura părului, cu cea a Ceciliei Gonzaga